# Follonica
Follonica este o comună în Provincia Grosseto, Toscana din centrul Italiei. În 2011 avea o populație de  21.548 de locuitori.

## Demografie
Follonica - evoluția demografică

|  | Graficele sunt indisponibile din cauza unor probleme tehnice. Mai multe informații se găsesc la Phabricator și la wiki-ul MediaWiki. |

Date: Recensăminte sau birourile de statistică - grafică realizată de Wikipedia

## Personalități născute aici
- Katyna Ranieri (1927 - 2018), actriță, cântăreață.